# Seif Kadhim
Seif Kadhim, född 7 februari 1991 i Mosul, Irak, är en svensk fotbollsspelare och tränare som för närvarande tränar Assyriska IK. Han har även spelat för Real Internacional i Svenska Futsalligan.

## Karriär
Kadhim var som 15-åring nära en övergång till den engelska klubben Newcastle United och har även provspelat för Middlesbrough FC. Seniorkarriären inleddes i Ersboda SK och värvades inför säsongen 2008/2009 till Örgryte IS, under vilken han även gjorde Allsvensk debut. Under 2010 lånades Kadhim, efter brist på speltid, ut till Norrby IF.
Efter en tids provspel anslöt Kadhim till Syrianska IF Kerburan med ett kontrakt gällande för säsongen 2011. Då kontraktet med Syrianska gick ut skrev Kadhim på ett ettårskontrakt med konkurrenten Umeå FC. Kontraktet förlängdes sedan med två år.
Den 24 september 2012 bröts kontraktet med Umeå FC , trots att hans kontrakt räckte fram till 2013, för att sedan skriva på för den irakiska klubben Duhok SC.
Inför säsongen 2018 återvände Kadhim till Umeå FC. Efter säsongen 2019 lämnade han klubben. I januari 2020 värvades Kadhim av Assyriska IK. Säsongen 2024 blev han huvudtränare i Assyriska IK och ledde klubben till serieseger i division 4.